# Liste der Abgeordneten zum Vorarlberger Landtag (XIV. Gesetzgebungsperiode)
Diese Liste der Abgeordneten zum Vorarlberger Landtag (XIV. Gesetzgebungsperiode) listet alle Abgeordneten des Vorarlberger Landtags während der XIV. Gesetzgebungsperiode auf. Der Landtag amtierte in der XV. Gesetzgebungsperiode vom 22. November 1932 bis zur Auflösung des Landtags 1934.
Von den 26 Abgeordneten stellte die Christlichsoziale Partei (CSP) nach der Landtagswahl 1932 18 Abgeordnete. 4 entfielen auf die Sozialdemokratische Arbeiterpartei Deutschösterreichs (SDAPDÖ), 2 auf die Nationalsozialistische Deutsche Arbeiterpartei (NSDAP) und je ein Abgeordneter auf den Landbund (LB) und die Großdeutschen Volkspartei (GDVP).
1933 büßten die Abgeordneten der NSDAP auf Grund des Verbots ihrer Partei am 19. Juni 1933 ihre Mandate (Bundesgesetzblatt 1933, Nr. 240), wobei Rudolf Gunz dem Mandatsverlust durch Mandatsverzicht und Austritt aus der NSDAP zuvorkam. Im Zuge der Februarkämpfe 1934 wurde am 12. Februar 1934 auch die Sozialdemokratische Arbeiterpartei Österreichs durch die Verordnung der Bundesregierung (Bundesgesetzblatt Nr. 78) verboten, wodurch auch die Mandate der Vorarlberger Abgeordneten der SDAP erloschen.

## Funktionen

### Landtagsvorsitzende
Bei der Wahl zum Vorarlberger Landespräsidenten wurden am 22. November 1932 26 Stimmen abgegeben, wobei Otto Ender (CSP) 17 Stimmen erhielt und eine Stimme auf Ferdinand Redler (CSP) entfiel. Acht Stimmzettel waren leer geblieben. Bei der Wahl der beiden Vizepräsidenten, die in einem Wahlgang durchgeführt wurde, konnten Ferdinand Redler und Adolf Vögel (CSP) je 18 Stimmen auf sich vereinigen. Eine Stimme war auf Johann Josef Mittelberger entfallen, eine auf Josef Schmidt (CSP). Wiederum waren acht Stimmzettel leer geblieben. Somit war Redler zum ersten Vizepräsidenten und Vögel zum zweiten Vizepräsidenten gewählt worden.

### Landtagsabgeordnete
| Name                      | Fraktion | Anmerkungen                                            |
| ------------------------- | -------- | ------------------------------------------------------ |
| Ammann Jakob              | CSP      | am 3. März 1934 als Nachfolger von Josef Rüf angelobt  |
| Bösch Karl                | GDVP     |                                                        |
| Dür Lorenz                | CSP      | Mandatsverzicht mit 15. Dezember 1933                  |
| Ender Otto                | CSP      |                                                        |
| Feurstein Josef           | CSP      | Mandatsverzicht mit 15. Dezember 1933                  |
| Fritz Gedeon              | CSP      |                                                        |
| Gunz Rudolf               | NSDAP    | Mandat mit Schreiben vom 9. Juli 1933 niedergelegt     |
| Hämmerle Josef            | CSP      |                                                        |
| Hämmerle Meinrad          | NSDAP    | Mandatsverlust nach dem Verbot der NSDAP               |
| Hinteregger Ludwig        | CSP      |                                                        |
| Hosp Adolf                | CSP      |                                                        |
| Kennerknecht Josef        | CSP      |                                                        |
| Lampert Johann Georg      | CSP      | Am 3. März 1934 als Nachfolger von Lorenz Dür angelobt |
| Linder Anton              | SDAPDÖ   |                                                        |
| Mangold Michael           | CSP      |                                                        |
| Mittelberger Johann Josef | CSP      |                                                        |
| Nachbaur Hermann          | LB       |                                                        |
| Rauch Josef               | CSP      |                                                        |
| Redler Ferdinand          | CSP      |                                                        |
| Rüf Josef                 | CSP      | Am 4. Jänner 1934 verstorben                           |
| Schmidt Josef             | CSP      |                                                        |
| Schwärzler Kaspar         | CSP      |                                                        |
| Sieß Wilhelm              | SDAPDÖ   |                                                        |
| Stadler Fritz             | SDAPDÖ   |                                                        |
| Vögel Adolf               | CSP      |                                                        |
| Welte Albert              | CSP      |                                                        |
| Zerlauth Karl             | CSP      |                                                        |